# Ащерино (Ульяновская область)
Ащерино— деревня в Сурском районе Ульяновской области, входит в состав Хмелёвского сельского поселения.

## География
Находится на реке Малая Сарка на расстоянии примерно 29 километров по прямой на север-северо-запад от районного центра поселка Сурское.

## История
В 1913 году в сельце было дворов 92, жителей 456 и усадьба местной землевладелицы Фон-Ренкуль. В поздние советские годы работал колхоз «Прогресс». 

## Население
Население составляло 61 человек в 2002 году (русские 97%), 36 по переписи 2010 года.
Родина - Каштановой Елены Романовны — трактористка колхоза «Прогресс» Сурского района Ульяновской области, Герой Социалистического Труда (1966).